# Swoiia
Assol (russisch/ukrainisch Ассоль, * 4. Juli 1994 in Donezk, Ukraine; bürgerlicher Name ukrainisch Катерина Ігорівна Гуменюк, deutsche Transkription Kateryna Ihoriwna Humenjuk) ist eine ukrainische Sängerin und Schauspielerin.

## Leben und Karriere
Assol wuchs in Donezk auf. Ihr Vater Ihor Humenjuk war Berater des früheren ukrainischen Premierministers Wiktor Janukowytsch. Mit 3 Jahren trat sie dem Donezker Kinder-Ensemble Kraplynky (Краплинки, deutsch Tröpfchen) bei.
Schon im Alter von 6 Jahren nahm sie ihr erstes Musikvideo mit dem Titel Alyje parussa (Алые паруса, deutsch Purpurrote Segel) auf. Das Lied behandelt den Stoff des gleichnamigen Romans von Alexander Grin. Von dieser Geschichte war sie so sehr beeindruckt, dass sie den Namen der Hauptfigur, des Mädchens Assol, als Künstlernamen wählte.
Im Jahre 2000 erschien ihre erste CD Alyje parussa, die unter anderem auch das Lied Moja mama (Моя мама, Meine Mama) enthielt, das in der Russischen Hitparade Platz 2 erreichte. Damit ist sie die jüngste Sängerin, die je ein CD-Album veröffentlichte.
Sie nahm an verschiedenen nationalen und internationalen Wettbewerben teil und gewann mehrere Preise.
So erreichte sie 2000 den ersten Platz im Kindervergleich beim Slawjanski Basar u Wizebsku (weißruss. Славянскі Базар у Віцебску, Slawischer Basar in Wizebsk) und erhielt 2005 die Goldene Drehorgel.
2004 spielte sie die 10-jährige Nichte Anna Leopoldowna der Zarin Anna Iwanowna in dem Film Wiwat, Anna Ioannowna! (Виват, Анна Иоанновна!).
Seit 2010 studiert sie in Kiew Jura.

## Diskografie

### Alben (als Ассоль)
- 2000: Алые Паруса
- 2002: Вкраіно моя
- 2008: О Тебе

### Singles (als Swoiia)
- 2023: Сяйво (mit NK)
- 2024: Зодіак (mit Mélovin)
- 2024: Так кльово
- 2025: Обнуляю (mit Alekseev)